# Austin Symphony Orchestra
L'Austin Symphony Orchestra è il gruppo più antico ad esibirsi ad Austin, in Texas. Fu fondato nel 1911 ed ha celebrato il suo centenario nel 2011.

## Storia
Il concerto inaugurale si tenne il 25 aprile 1911. Inizialmente l'orchestra era composta da 28 membri non pagati e un direttore non pagato. Ora ha oltre 90 membri, ma non è ancora un'orchestra a tempo pieno. Fu solo nel 1948 che venne nominato un direttore musicale a pagamento, Ezra Rachlin fu il primo nominato, e fu presentata una serie di concerti regolari. Rachlin è rimasto nel ruolo per 21 anni, fino al 1969. L'attuale, e ottavo, direttore musicale della Austin Symphony Orchestra è Peter Bay, che occupa il posto dal 1997. Tra i direttori precedenti figurano Maurice Peress (1970-73), Akira Endo e Sung Kwak.
Ezra Rachlin organizzò un concerto drive-in, il primo al mondo, nel 1948. Il primo concerto per bambini fu tenuto nel 1951.
Il Centennial Gala Performance si svolse il 28 aprile 2011 e ha visto il violinista Itzhak Perlman come solista, nonché una esibizione del Ballet égyptien di Alexandre Luigini, che era stato presentato alla primissima esecuzione un secolo prima.
L'orchestra sinfonica suona regolarmente per la sua stagione alla Dell Hall presso il Long Center for the Performing Arts nel centro di Austin.

## Direttori precedenti
- Maurice Peress (1970-73)
- Akira Endo
- Sung Kwak (1982-1996)
- Peter Bay (1997- )